# Dennheritz
Die Gemeinde Dennheritz liegt im sächsischen Landkreis Zwickau und gehört zur Verwaltungsgemeinschaft Crimmitschau-Dennheritz.

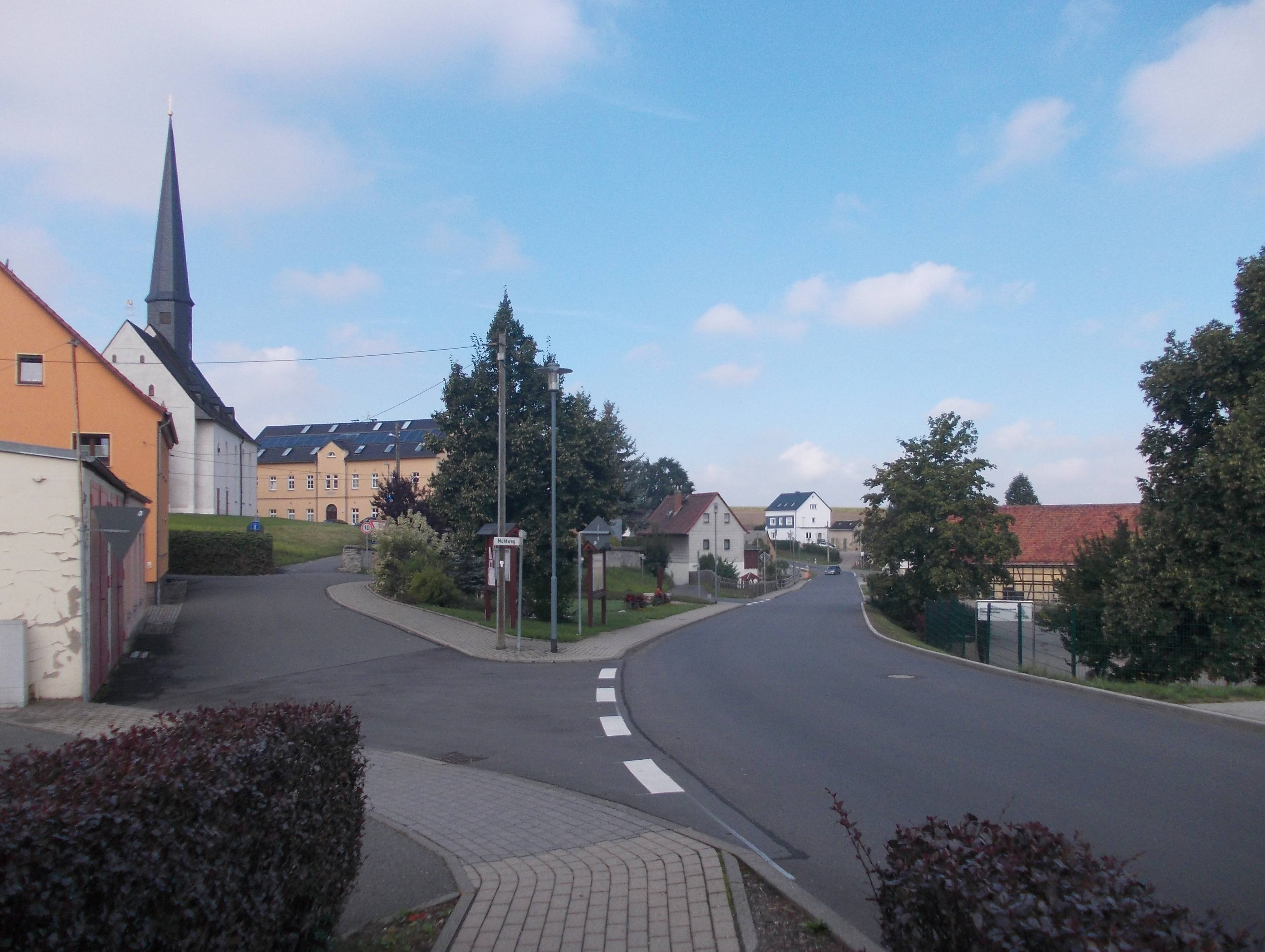
Ortsmitte Dennheritz

## Geographie

### Geographische Lage
Dennheritz liegt in einem dicht besiedelten Gebiet am Nordwestrand des Erzgebirgischen Beckens. Das Waldhufendorf liegt am Seiferitzer Bach, einem Zufluss des Meerchens. Während östlich des Gemeindegebiets die Zwickauer Mulde verläuft, befindet sich am West- und Nordrand die regionale Wasserscheide zwischen der Zwickauer Mulde und der Pleiße. Die nächsten Städte sind Meerane (2 km nördlich), Crimmitschau (3 km westlich), Glauchau (4 km östlich), Werdau (7 km südwestlich) und Zwickau (Stadtzentrum 7 km südlich).

### Nachbargemeinden
|                    | Stadt Meerane                               |                |
| Stadt Crimmitschau | Kompassrose, die auf Nachbargemeinden zeigt | Stadt Glauchau |
|                    | Stadt Zwickau                               |                |

### Gemeindegliederung
Dennheritz gliedert sich in die Ortsteile Dennheritz, Oberschindmaas und Niederschindmaas auf.

## Geschichte
Von den heutigen Ortsteilen der Gemeinde Dennheritz wurde zuerst im Jahr 1237 Niederschindmaas erstmals erwähnt. 1317 gibt es einen urkundlichen Nachweis für Dennheritz unter dem Namen „Deynharcz“ und 1405 einen für Oberschindmaas. Im Jahr 1399 kaufte Veit von Schönburg Güter in Oelsnitz/Erzgeb., Mülsen und Dennheritz. Der Ort gehörte zu dieser Zeit zur schönburgischen Herrschaft Meerane, die vor 1493 mit der schönburgischen Herrschaft Glauchau vereinigt wurde. 1529 wurde die Reformation eingeführt. 1632 forderte eine Pestepidemie in Dennheritz 100 Todesopfer.
Bezüglich der Grundherrschaft war Dennheritz bis ins 19. Jahrhundert unter wechselnde Grundherren geteilt. Um 1497 war ein Anteil Amtsdorf, andere Anteile unterstanden dem Rittergut Obermosel, der Pfarre Meerane, den Herren von Nebissen, dem Voigt und dem Kloster Frankenhausen und den Herren von Trützschler. Im 16. Jahrhundert war die Grundherrschaft über Dennheritz unter den Herren von Trützschler und dem Rittergut Ruppertsgrün geteilt. Im 18. Jahrhundert war ein Teil von Dennheritz Amtsdorf, der Rest war zwischen den Rittergütern Obermosel (schönburgisch) und Gablenz (kursächsisch) geteilt. Bezüglich der politischen Verwaltung gehörte Dennheritz bis ins 19. Jahrhundert anteilig zu den Schönburgischen Herrschaften (Herrschaft Glauchau, Amt Hinterglauchau) und dem kursächsischen bzw. königlich-sächsischen Amt Zwickau.
1856 wurde der königlich-sächsische Anteil von Dennheritz dem Gerichtsamt Crimmitschau und 1875 der Amtshauptmannschaft Zwickau angegliedert. Nachdem auch auf dem Gebiet der Rezessherrschaften Schönburg im Jahr 1878 eine Verwaltungsreform durchgeführt wurde, kam der gesamte Ort Dennheritz im Jahr 1880 zur neu gegründeten Amtshauptmannschaft Glauchau. Der Haltepunkt Dennheritz an der 1858 eröffneten Bahnstrecke Glauchau-Schönbörnchen–Gößnitz wurde am 1. Juni 1897 eingerichtet. Aufgrund zu geringer Fahrgastzahlen wurde er zum Fahrplanwechsel am 11. Dezember 2011 aufgelassen. Eine Webfabrik mit zehn Beschäftigten wurde im Jahr 1908 in Dennheritz gegründet. Sie litt jedoch sehr unter der Konkurrenz aus Meerane und Crimmitschau. Die Eröffnung des Abschnitts der heutigen Bundesautobahn 4 nördlich des Orts erfolgte am 25. Juni 1937. Am Ende des Zweiten Weltkriegs fielen am 9. Februar 1945 Bomben auf das Oberdorf. Am 13. April 1945 erfolgte der Einmarsch amerikanischer Besatzungstruppen. Sie räumten am 13. Juni 1945 das Gebiet östlich der Zwickauer Mulde, wodurch der Verkehr nach Glauchau fast vollkommen gesperrt wurde. Nachdem sich die amerikanischen Truppen am 1. Juli 1945 komplett aus dem Gebiet zurückzogen, kam Dennheritz zur Sowjetischen Besatzungszone.
Durch die zweite Kreisreform in der DDR kam die Gemeinde Dennheritz im Jahr 1952 zum Kreis Glauchau im Bezirk Chemnitz (1953 in Bezirk Karl-Marx-Stadt umbenannt), der ab 1990 als sächsischer Landkreis Glauchau fortgeführt wurde. Im Zuge der ersten sächsischen Kreisreform kam die Gemeinde Dennheritz mit ihren beiden Ortsteilen am 1. August 1994 jedoch nicht mit dem restlichen Landkreis Glauchau zum Landkreis Chemnitzer Land, sondern zum Landkreis Zwickauer Land, der im Jahr 2008 im Landkreis Zwickau aufging. Seit dem 21. Mai 1999 besteht die Verwaltungsgemeinschaft Crimmitschau-Dennheritz mit der Nachbarstadt Crimmitschau.

### Eingemeindungen

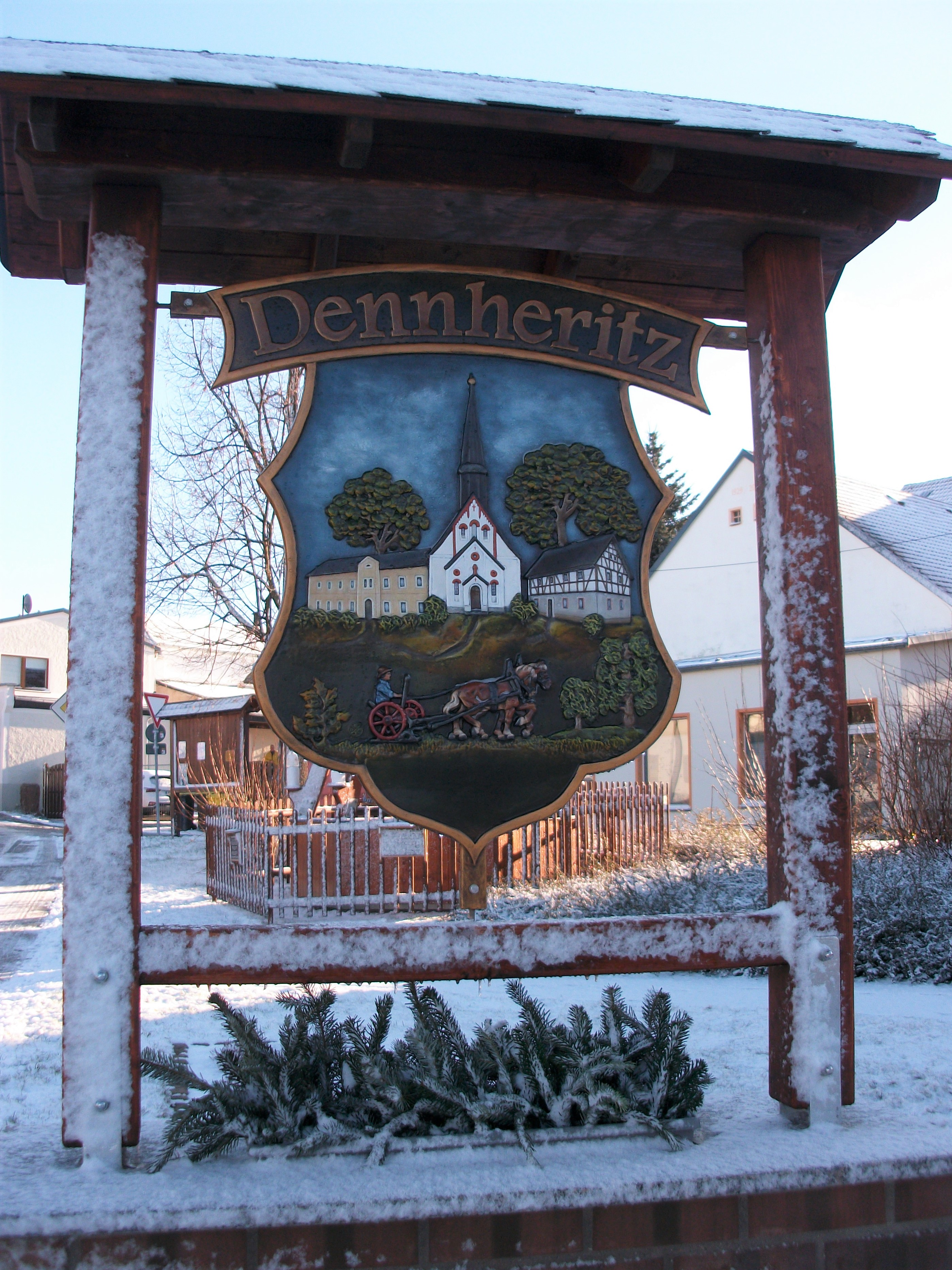
Begrüßungstafel Dennheritz

Am 1. Juli 1950 erfolgte die Eingemeindung von Oberschindmaas, am 1. August 1973 folgte die von Niederschindmaas.

### Einwohnerentwicklung
1546/51 wurden 27 Inwohner gezählt, 1598 waren es 22 besessene(r) Mann, 10 Gärtner und 1750 35 besessene(r) Mann, 5 Gärtner, 10 Häusler.
Entwicklung der Einwohnerzahl (Datenquelle ab 1998: Statistisches Landesamt Sachsen):
| Jahr | Einwohner |
| ---- | --------- |
| 1933 | 0821      |
| 1939 | 0810      |
| 1998 | 1479      |
| 1999 | 1458      |
| 2000 | 1468      |
| 2001 | 1469      |

| Jahr | Einwohner |
| ---- | --------- |
| 2002 | 1474      |
| 2003 | 1467      |
| 2004 | 1464      |
| 2006 | 1466      |
| 2007 | 1451      |
| 2008 | 1435      |

| Jahr | Einwohner |
| ---- | --------- |
| 2009 | 1433      |
| 2010 | 1398      |
| 2011 | 1400      |
| 2012 | 1372      |
| 2013 | 1361      |
| 2014 | 1330      |

| Jahr | Einwohner |
| ---- | --------- |
| 2015 | 1322      |
| 2018 | 1319      |
| 2019 | 1295      |
| 2020 | 1286      |
| 2021 | 1293      |

## Politik

### Gemeinderat
Seit der Gemeinderatswahl am 9. Juni 2024 verteilen sich die Sitze im Gemeinderat Dennheritz' wie folgt:
- Freie Wähler Dennheritz: 11 Sitze
- AfD: 1 Sitz

| Gemeinderatswahl 2024Insgesamt 12 Sitze - FWD: 11 - AfD: 1 | Wahlvorschlag           | 2024   | 2024   | 2019   | 2019   | 2014   | 2014   |
| Gemeinderatswahl 2024Insgesamt 12 Sitze - FWD: 11 - AfD: 1 | Wahlvorschlag           | Sitze  | in %   | Sitze  | in %   | Sitze  | in %   |
| Gemeinderatswahl 2024Insgesamt 12 Sitze - FWD: 11 - AfD: 1 | Freie Wähler Dennheritz | 11     | 89,5   | 12     | 99,9   | 9      | 66,1   |
| Gemeinderatswahl 2024Insgesamt 12 Sitze - FWD: 11 - AfD: 1 | AfD                     | 1      | 10,5   | –      | –      | –      | –      |
| Gemeinderatswahl 2024Insgesamt 12 Sitze - FWD: 11 - AfD: 1 | SPD                     | –      | –      | –      | –      | 3      | 27,9   |
| Gemeinderatswahl 2024Insgesamt 12 Sitze - FWD: 11 - AfD: 1 | FDP                     | –      | –      | –      | –      | –      | 6,0    |
| Gemeinderatswahl 2024Insgesamt 12 Sitze - FWD: 11 - AfD: 1 | Wahlbeteiligung         | 83,4 % | 83,4 % | 73,8 % | 73,8 % | 66,2 % | 66,2 % |

### Bürgermeister
Matthias Trenkel (parteilos) wurde am 1. August 2023 Bürgermeister von Dennheritz. Bei der Direktwahl am 11. Juni 2023 hatte er sich mit 66,01 % der Stimmen gegen den bisherigen Amtsinhaber Frank Taubert (Freie Wähler) durchgesetzt.
Vom 1. August 2009 bis 31. Juli 2023 war Bürgermeister Frank Taubert als Nachfolger von Bernd Voigt (2004–2009) und Manfred Olschock im Amt.
| Wahl | Bürgermeister    | Vorschlag    | Wahlergebnis (in %) |
| ---- | ---------------- | ------------ | ------------------- |
| 2023 | Matthias Trenkel | Trenkel      | 66,0                |
| 2016 | Frank Taubert    | Taubert      | 96,4                |
| 2009 | Frank Taubert    | Freie Wähler | 93,4                |
| 2005 | Bernd Voigt      | SPD          | 54,0                |
| 2001 | Manfred Olschock | FWD          | 98,3                |
| 1994 | Manfred Olschock | Olschock     | 94,2                |

## Wirtschaft und Infrastruktur

### Verkehr
Die Gemeinde ist gut an das Straßenverkehrsnetz angeschlossen. Während im Norden die Bundesautobahn 4 entlangführt, befinden sich zusätzlich die Ortsteile Dennheritz und Oberschindmaas zwischen der Bundesstraße 175 und der vierspurig ausgebauten Bundesstraße 93, die sich mit letzterer im Zwickauer Vorort Mosel vereinigt. Dennheritz liegt an der Bahnstrecke Glauchau-Schönbörnchen–Gößnitz, die Teil der Mitte-Deutschland-Verbindung ist. Der Haltepunkt wurde allerdings im Dezember 2011 aufgelassen.

## Sehenswürdigkeiten

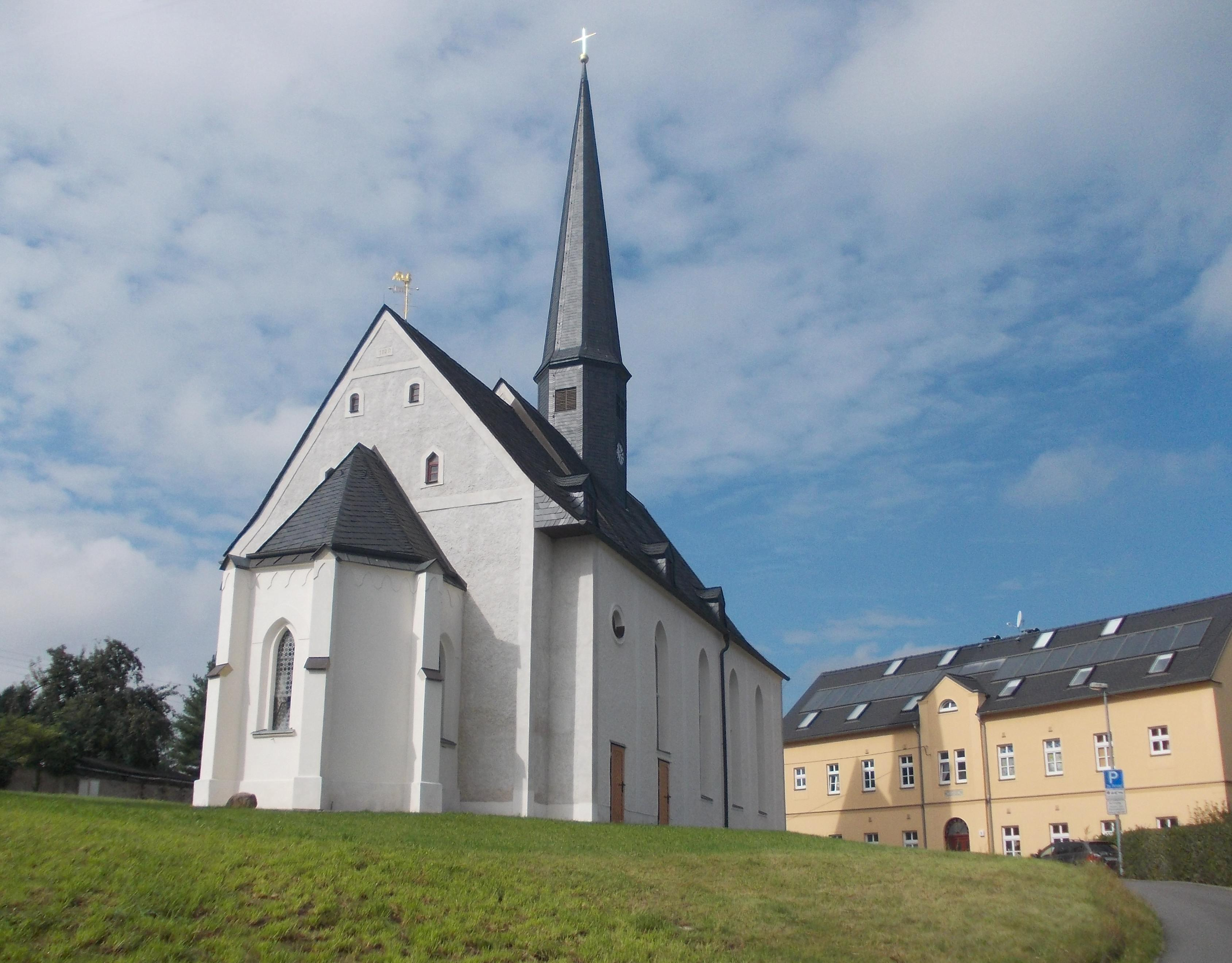
Kirche Dennheritz

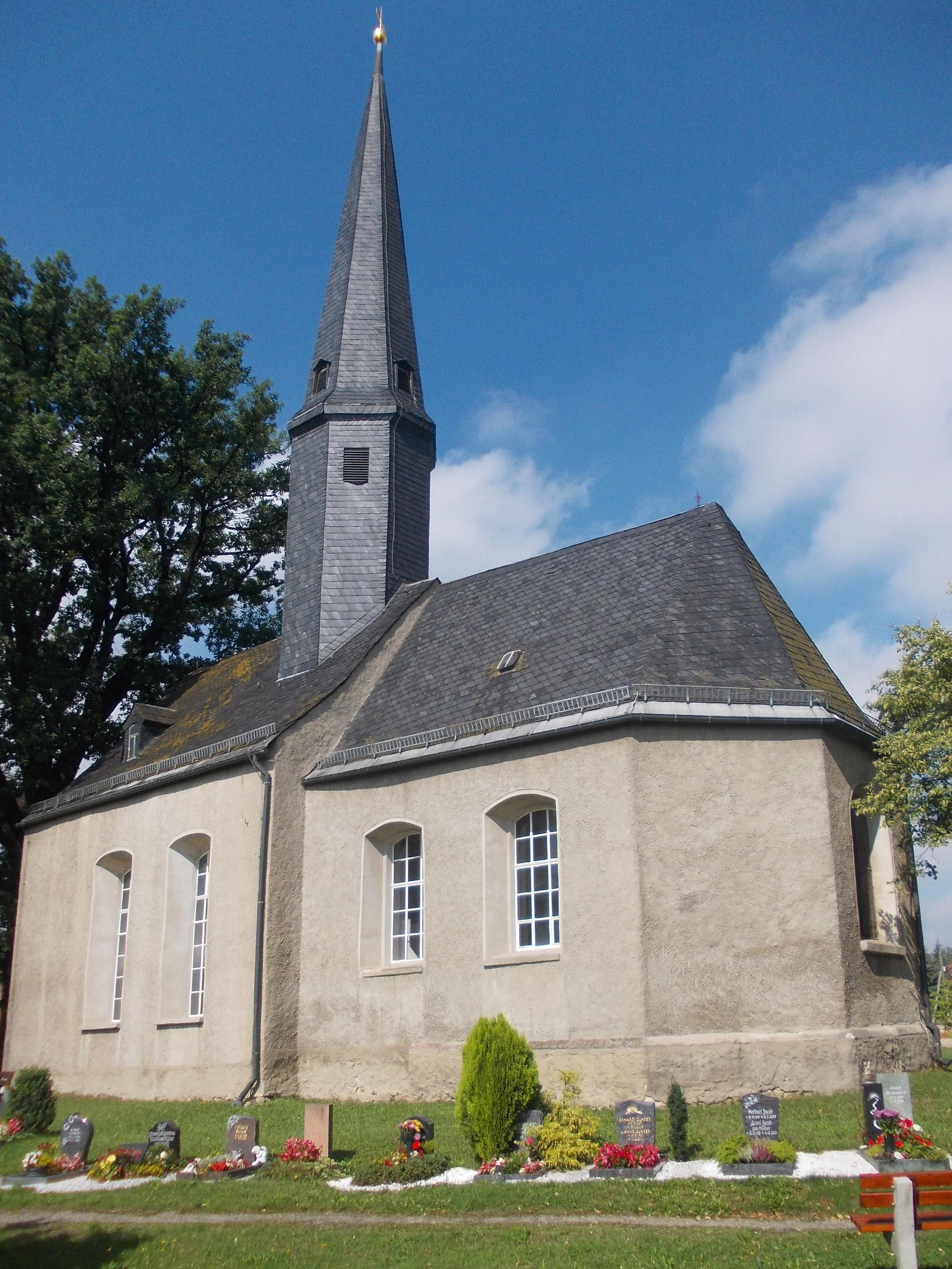
Kirche Niederschindmaas

- Kirche Dennheritz, eine mittelalterliche Saalkirche, welche in ihrer heutigen Form 1828 errichtet wurde.
- Kirche Niederschindmaas, stammt aus der ersten Hälfte des 15. Jahrhunderts.
- Friedenslinde, gepflanzt am Ende des Deutsch-Französischen Krieges auf privatem Grundstück direkt an der öffentlichen Straße gelegenen Schlunziger Weg 4, mit Infotafel.

### Naturschutz
- Siehe auch: Liste der Naturdenkmale in Dennheritz